# Jim Baxter
James Curran Baxter, mais conhecido como Jim Baxter (Kirkcaldy, 29 de setembro de 1939 — Glasgow, 14 de abril de 2001), foi um futebolista escocês que atuava como meio-campo.
Baxter é geralmente considerado como um dos maiores jogadores da história do seu país. Embora tenha surgido para o futebol no final dos anos 1950 defendendo o Raith Rovers, foi no Rangers, durante a década seguinte, que viveu seu auge na carreira. "Slim Jim", como ficou conhecido em sua passagem pelo Rangers, ajudou o clube a ganhar dez troféus entre 1960 e 1965.
Entretando, sua carreira começou a entrar de declínio após uma grave fratura na perna durante uma partida no final de 1964. A partir de então, Baxter começou a beber grandes quantidades de álcool, e por conta disso ele foi vendido ao Sunderland durante o verão europeu do ano seguinte.Sua passagem pelo clube inglês ficou marcada por Baxter passar os dias anteriores aos jogos bebendo e ter boas atuações nas partidas. No final de 1967, o Sunderland o vendeu para o Nottingham Forest,que posteriormente lhe deu uma livre transferência de volta para o Rangers em 1969,onde ele anunciou sua aposentadoria no início do ano seguinte, com apenas 30 anos.
Entre 1961 e 1967, ele foi um dos principais membros de uma forte equipe da Seleção Escocesa, que perdeu apenas uma vez, para a rival Inglaterra, em 1965. Baxter sempre considerou como sua melhor atuação pela seleção uma partida contra a própria Inglaterra, em 1963,quando ele marcou os dois gols da vitória escocesa por 2 x 1após a sua seleção ter que jogar com dez jogadores - o lateral-esquerdo Eric Caldow quebrou a perna.Em uma outra partida contra a Inglaterra, em 1967,ele provocou a fúria dos jogadores ingleses quando ficou fazendo malabarismos com a bola enquanto esperava que seus companheiros ficassem melhor posicionados para uma jogada.
Embora ele tivesse uma grande reputação de boêmio quando chegou a Glasgow,ele se casou em 1965 e teve dois filhos.O casamento acabou em 1981, e em 1983 ele se envolveu em um novo relacionamento, que durou o resto de sua vida. Depois de se aposentar do futebol, ele se tornou gerente de um pub, e seu alcoolismo resultou em dois transplantes de fígado com 55 anos, o qual ele jurou nunca mais consumir após a operação. Baxter também foi viciado em jogos de azar, e se estima que tenha perdido entre 250 e 500 mil libras. Depois que ele morreu de câncer no pâncreas, em 2001, o seu funeral foi realizado na Catedral de Glasgow e suas cinzas foram enterradas no estádio do Rangers, o Ibrox Stadium.Em 2003, uma estátua foi erguida em sua homenagem no bairro onde nasceu, o Hill of Beath.

## Biografia

### Carreira
Por influência de seu ex-diretor da época de escola, que preferia que seus alunos dessem preferência para os clubes locais ao invés do glamour dos grandes clubes, Baxter inicialmente jogou pelo inexpressivo clube local Halbeath Juveniles. Posteriormente, passaria a atuar pela equipe júnior da região de Fife, o Crossgates Primrose Junior. Seu primeiro grande clube foi o Raith Rovers, também da região de Fife, onde chegou em 1957 e atuava como semi profissional. Durante seu período no Raith, Baxter passou oito meses trabalhando como aprendiz de marceneiroe depois trabalhou como mineiro em uma mina de carvão.
Em junho de 1960, por uma transferência recorde para o futebol escocês na época de 17.500 libras, se transferiu para o Rangers, onde atuaria em sua primeira passagem entre 1960 e 1965. Baxter, que durante sua passagem pelo clube ficou conhecido como "Slim Jim", é também lembrado por suas dezoito partidas em que esteve presente no "Old Firm" contra o rival local Celtic, onde ele só saiu derrotado duas vezes. Sua primeira partida pelo Rangers ocorreu em agosto de 1960, atuando como um meia ofensivo pelo lado esquerdo na partida contra o Partick Thistle, pela Copa da Liga Escocesa.Seu primeiro gol aconteceu em novembro do mesmo ano, contra o Clyde,e no mesmo mês marcou o primeiro gol da histórica vitória do Rangers sobre o Borussia Mönchengladbach por 8 x 0.Em 1961 Baxter e o Rangers estiveram próximos de conquistar a primeira edição da Recopa Europeia, mas perdendo a chance após duas derrotas na final (2 x 0 em casa e 2 x 1 na Itália) para a Fiorentina.
Sua carreira começou a entrar em declínio no final de 1964. Durante uma partida pela Copa dos Campeões, em dezembro de 1964, contra o Rapid Wien, onde jogava brilhantemente na vitória por 2 x 0,na opinião de Tam Dalyell, acabou quebrando sua perna em uma dividida com Walter Skocik.Baxter ficou durante quatro meses sem poder jogar, e por conta disso começou a beber muito durante o período. Scot Symon, treinador à época do clube, e responsável por sua contratação, prevendo que os melhores momentos de sua carreira tivessem acabado, resolveu vendê-lo em maio de 1965. Seu destino acabou sendo o futebol inglês, assinando por 72.500 libras com o Sunderland, o maior valor pago a uma clube escocês até aquele momento.
Sua ido ao Sunderland acabou "saciando" um antigo desejo seu - de jogar em uma grande clube do sul,pois sempre achou injusto ganhar o mesmo salário que os demais jogadores do elenco do Rangers (em torno de 22 libras por semana) tendo um talento maior que os demais.Tal desejo vinha desde 1963, quando já se destacava internacionalmente, tendo o mesmo apresentado propostas de transferência para a direção do Rangers.Anos mais tarde, declararia quando questionado sobre o problema com seu salário, dizendo que "só queria ganhar mais que os menos talentosos", completando posteriormente que "era como pagar por uma apresentação de Frank Sinatra o mesmo valor que uma  dos Irmãos Alexander".Após a brilhante vitória sobre a Inglaterra por 2 x 1 em 1963, quando marcou os dois gols da vitória, Baxter questionou aos jornalistas: "O que mais eu preciso fazer para algum clube do sul me contratar?"Um grupo de torcedores do Arsenal chegou a organizar uma petição pedindo a direção do clube sua contratação, mas não tendo sucesso.
Sua passagem durou apenas dezoito meses, mas o suficiente para disputar 98 partidas e marcar doze gols.Sua passagem, entretanto, apesar de não apresentar o mesmo brilhantismo da época de Rangers, ficou marcada por suas saídas nas noites anteriores as partidas e apresentar desempenhos fantásticos nos jogos.Isso deixava até mesmo seus companheiros de clubes incrédulos como ele conseguia isso, tendo seu ex-companheiro de Sunderland comentado sobre uma partida contra o rival Newcastle United, quando Baxter voltou de uma "noitada" às duas e meia da manhã, e doze horas depois, nas palavras de Barry Robson: "Tive o privilégio de testemunhar a partida de humem só, com Baxter hipnotizando os jogadores do Newcastle United com suas jogadas."O Sunderland venceu o jogo por 3 x 0.
Em dezembro de 1967, após Baxter receber uma suspensão de 21 dias por conta de uma expulsão, o clube resolveu vendê-lo. O Nottingham Forest acabou sendo seu destino, por uma surpreendente quantia de 100 mil libras.O presidente do clube na época, Tony Wood, justificou o valor após a conclusão do negócio dizendo que o considerava um dos melhores do mundo.Sua passagem pelo Forest acabou sendo discreta, e, após cinquenta partidas, Baxter foi barrado "por violação das regras de treinamento e instruções dos jogadores" e colocado à venda por sessenta mil libras pelo então treinador John Carey, o que posteriormente resultou em sua demissão. O novo treinador, Matt Gillies, tentou lhe dar uma nova chance, mas não tendo sucesso, foi lhe dado uma transferência livre e Baxter deixou o clube no verão europeu de 1969.Seu destino foi o Rangers, retornando ao clube após quatro anos.
Seu retorno, entretanto, acabou sendo breve, e ficou marcado por seus problemas extracampo, sempre envolvendo a bebida.O seu retorno chegou a levar cinquenta mil pessoas ao estádio para sua reestreia em um amistoso contra o Tottenham Hotspur, recebendo aplausos dos torcedores quando tentava uma jogada, mas tendo seu desempenho descrito por jornais como "patético", longe do apresentado outrora.Disputou apenas 22 partidas em sua segunda passagem, jogando seu último jogo pelo clube em dezembro daquele mesmo 1969, contra o Aberdeen (vitória por 3 x 2)e anunciando o seu retiramento profissional em abril de 1970, após receber autorização para deixar o clube. Baxter tinha apenas trinta anos quando anunciou sua decisão.Ao todo, durante suas duas passagens pelo Rangers, Baxter disputou 266 partidas, e anotou 25 gols, conquistando três vezes o campeonato escocês, três vezes a Copa da Escócia e mais quatro Copas da Liga Escocesa.

#### Seleção Escocesa
Baxter esteve presente em campo pela Seleção Escocesa em 34 oportunidades, marcando três gols.Sua estreia ocorreu em novembro de 1961, numa vitória por 5 x 2 sobre a Irlanda do Norte. O primeiro gol saiu apenas em maio do ano seguinte, numa derrota por 3 x 2 para o Uruguai.No início de 1961, antes da sua estreia pelo selecionado, a equipe escocesa havia sofrido uma humilhante derrota para a Inglaterra por 9 x 3, no Estádio de Wembley. Em abril do ano seguinte, em sua primeira partida contra os ingleses, com uma grande atuação sua, a Escócia conseguiu uma "pequena vingança" vencendo a mesma Inglaterra por 2 x 0.
De acordo com muitos jornalistas, as melhores atuações de Baxter pela seleção ocorerram contra os rivais inglesas, em partidas disputadas em 1963 e 1967.Baxter, quando questionado, sempre considerou sua atuação na partida de 1963 como a melhor de todas. Na partida, a Escócia jogou durante boa parte do jogo com dez jogadores em campo, após o lateral-esquerdo Eric Caldow quebrar a perna em uma dividida com Bobby Smith - substituições não eram permitidas na época.Baxter, contando com o auxílio de Dave Mackay, John White e Denis Law,liderou a equipe na histórica vitória por 2 x 1, marcando os dois tentos, sendo o primeiro de pênalti. Bobby Moore considerou aquele time o melhor que a Escócia já teve em campo.
A segunda grande atuação de Baxter contra a Inglaterra ocorreu durante o Campeonato Britânico de Nações de 1967,onde, além da grande atuação que teve em campo, provocou a fúria dos jogadores ingleses quando ficou fazendo malabarismos com a bola enquanto esperava que seus companheiros ficassem melhor posicionados para uma jogada. Jornalistas da época divergiram na opinião sobre o lance, tendo alguns considerado aceitável para a situação, enquanto outros o consideraram infantil e desnecessário. Embora o considerassem o grande responsável pela vitória por 3 x 2, ele também recebeu críticas, inclusive por seu companheiro Denis Law,por não ter sido mais objetivo durante a partida e tentado uma vitória com maior quantidade de gols, que pudesse vingar a humilhante derrota por 9 x 3, ocorrida seis anos antes.Como a Inglaterra tinha sido campeã mundial no ano anterior, e essa tinha sido sua primeira derrota após o título, os escoceses se auto proclamaram como "campeões mundiais oficiosos".
Nesse jogo de 1967 contra a Inglaterra, segundo boatos da época, Baxter estava sentado lendo uma cópia do jornal Racing Post quando o treinador Bobby Brown sugeriu que ele começasse o aquecimento. Baxter, sem interesse, estendeu uma perna e depois a outra, e respondeu: "Pronto, estou aquecido."O desempenho de Baxter na partida, que exigiu muito físicamente de todos, foi definido por Alex Ferguson como "música".
Em outubro de 1963, Baxter esteve presente em campo numa nova partida contra a Inglaterra, mas desta vez defendendo um selecionado dos melhores do mundo, que contava com celebrados nomes do futebol internacional, como Alfredo Di Stéfano, Eusébio, Ferenc Puskás e Lev Yashin,para celebrar o centenário da The Football Association.Ele entrou em campo durante o segundo tempo, e por conta de seu desempenho, ganhou a admiração do lendário Puskás, o qual perguntou após o jogo onde Slim estava escondido durante todo esse tempo. No entanto, para sua infelicidade, a Inglaterra venceu a partida por 2 x 1.
Embora a Escócia tivesse um dos times mais fortes da sua história durante os anos 1960, eles nunca conseguiram se classificar para uma Copa do Mundo durante o período. A opinião pública da época culpava a falta de compromisso e interesse dos jogadores "anglos" - jogadores que nunca atuaram pela liga escocesa, ou atuaram por pouco tempo. Segundo eles, uma vitória sobre a Inglaterra era mais importante. Na sua primeira oportunidade de classificação para uma Copa, a de 1962, Baxter disputou todas as partidas, tendo a Escócia ficando empatada na liderança de seu grupo com a Tchecoslováquia.Na definição do classificado para o torneio, através de uma play-off, a Escócia acabou saindo derrotada por 4 x 1 após prorrogação.A Tchecoslováquia acabaria terminando com o vice-campeonato naquela edição do mundial. Nas eliminatórias seguintes, para a Copa de 1966, Baxter jogou apenas duas partidas, antes de quebrar a perna em um jogo do Rangers. A Escócia terminou em segundo em seu grupo, atrás da Itália.[carece de fontes?]

##### Gols pela seleção
Lista contendo os gols marcados e resultados das partidas pela seleção.
| # | Data               | Local                       | Adversário | Placar | Resultado | Competição                     |
| - | ------------------ | --------------------------- | ---------- | ------ | --------- | ------------------------------ |
| 1 | 2 de maio de 1962  | Hampden Park, Glasgow       | Uruguai    | 1–3    | 2–3       | Amistoso                       |
| 2 | 6 de abril de 1963 | Estádio de Wembley, Londres | Inglaterra | 1–0    | 2–1       | Campeonato Britânico de Nações |
| 3 | 6 de abril de 1963 | Estádio de Wembley, Londres | Inglaterra | 2–0    | 2–1       | Campeonato Britânico de Nações |

#### Legado

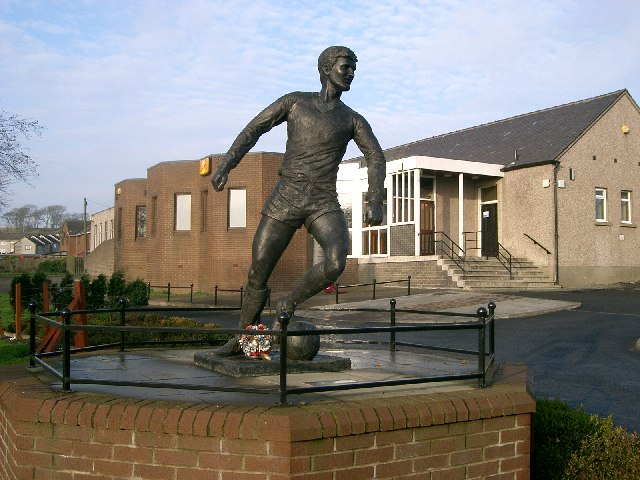
Estátua de Baxter em seu bairro natal, Hill of Beath

Baxter encantou os torcedores com sua habilidade, seus passes precisos, e por ser um notório líder dentro de campo. O treinador do Manchester United, Alex Ferguson, descreveu Baxter como "provavelmente o melhor jogador da história do futebol escocês" e seu desempenho na partida contra a Inglaterra em 1967 como "música". Seu último treinador no Rangers, William Waddell, o descreveu como melhor meio-campo esquerdo que o Rangers já produzio". Jimmy Johnstone, considerado o melhor jogador da história do rival Celtic, disso logo após sua morte que "ele era um grande homem e um gênio com a bola".O brasileiro Pelé, considerado um dos melhores da história do futebol, disse que Baxter deveria ter nascido brasileiro. Depois da partida amistosa de um combinado dos melhores do mundo contra a Inglaterra, em 1963, Ferenc Puskás perguntou: "Onde esse homem estava se escondendo?".
Em 2003, uma estátua em sua homenagem foi erguida em seu bairro natal, Hill of Beath, após uma campanha que arrecadou oitenta mil libras Em 2004, Baxter foi introduzido no Hall da Fama do Futebol Escocês, e, no ano seguinte, foi um dos cinquenta nomes iniciais incluidos no Hall da Fama do Esporte Escocês, quando este foi criado. Baxter também foi introduzido num Hall da Fama dos melhores jogadores da história do Rangers, criado pelos próprios torcedores do clube.Os torcedores escoceses também tentaram, sem sucesso, que o novo Estádio de Wembley levasse seu nome, ideia esta, apoiada por Pete Wishart, membro do Partido Nacional Escocês, tendo inclusive, apresentado um Early Day Motion na Câmara dos Comuns apoiando a ideia.

## Fora do futebol
Após se transferir para o Rangers, Baxter se tornou um notório mulherengo. Anos mais tarde, ele descreveu essa época dizendo que: "Em um dia, eu era um simples jogador do Raith Rovers que observava pássaros no parque. No dia seguinte, eu estava em Glasgow e as meninas se jogavam em mim. Foi certamente uma grande mudança e eu não poderia deixá-la passar."Apesar disso, em 1965 ele se casou com uma cabeleireira chamada Jean Ferguson, com a qual teve dois filhos, Alan e Steven. Se divorciou de Jean em 1981. Dois anos depois, iniciou um relacionamento com Norma Morton, permanecendo com ela até sua morte, em 2001.
Baxter estava livre do sectarismo que marcou a rivalidade entre as duas grandes equipes de Glasgow. Entre seus amigos mais próximos estava os jogadores do rival Celtic Billy McNeill, Pat Crerand e Mike Jackson, desafiando a regra não escrita de que os rivais não se associavam.
Como algumas outras estrelas do futebol britânico do século XX, Baxter bebia em excesso,chegando a consumir três garrafas de Bacardi por dia. Dave Mackay, seu ex-companheiro de seleção o aconselhou sem sucesso a começar a treinar mais e parar de beber em excesso.Baxter muitas vezes caia de bêbado na noite anterior dos jogos, embora isso não parecesse prejudicá-lo nas partidas.Depois de se aposentar, Baxter se tornou gerente em um pub, local bastante impróprio para um alcoólatra. Com 55 anos, ele precisou de dois transplantes de fígado em quatro dias,prometendo parar de beber após a operação.
Seu outro vício ao longo da vida foi os jogos, onde estima-se que ele tenha perdido entre 250 (valor estimado por terceiros) e quinhentas (valor estimado pelo próprio) mil libras.Mais tarde, quando questionado se ele ganhasse os altos salários ganho pelos jogadores atualmente teria feito diferença, ele respondeu: "Sim, eu teria apostado cinquenta mil libras por semana nos cavalos, ao invés de cem."
Em fevereiro de 2001, Baxter foi diagnosticado com câncer no pâncreas, morrendo em sua casa pouco tempo depois, em 14 de abril, estando ao seu lado sua mulher Norma e seus dois filhos. Seu funeral foi realizado na Catedral de Glasgow por Gordon Brown, um antigo torcedor do Raith Rovers, onde Baxter iniciou sua carreira.Suas cinzas foram enterradas no estádio do Rangers, o Ibrox Stadium.